# Tấn công khách sạn Makka al-Mukarama
Ngày 27 tháng 3 năm 2015, một nhóm chiến binh Al-Shabaab đã phát động cuộc tấn công vào khách sạn Makka al-Mukarama tại Mogadishu. Ngày 28 tháng 3, khi bị lực lượng đặc biệt ưu tú của đơn vị lực lượng vũ trang Somali trấn áp thì cuộc tấn công kết thúc vài giờ sau đó, và tất cả năm kẻ tấn công đã bị giết. Theo Bộ Thông tin, 20 người đã thiệt mạng, bao gồm các kẻ tấn công, lực lượng an ninh, nhân viên bảo vệ khách sạn và một số thường dân, khoảng 28 người khác bị thương. Các lực lượng đặc biệt cũng đã giải cứu hơn 50 khách sạn.. Tổng thống Somalia, ông Hassan Sheikh Mohamud ra lệnh điều tra về vụ tấn công. Lực lượng chính phủ và AMISOM đã phong tỏa các con đường xung quanh khách sạn.